# 10814 Gnisvärd
10814 Gnisvärd (tên chỉ định: 1993 FW31) là một tiểu hành tinh vành đai chính. Nó được khám phá thông qua Uppsala-ESO Survey of Asteroids và Comets ở Đài thiên văn La Silla ở Chile ngày 19 tháng 3 năm 1993. Nó được đặt theo tên Gnisvärd, a fishing village ở Gotland.